# Vacío
El vacío (del latín vacīvus) es la ausencia total de materia en un determinado espacio o lugar, o la falta de contenido en el interior de un recipiente. Por extensión, se denomina también vacío a la condición de una región donde la densidad de partículas es muy baja, como por ejemplo el espacio interestelar; o la de una cavidad cerrada donde la presión del aire u otros gases es menor que la atmosférica.
Puede existir naturalmente o ser provocado en forma artificial, puede ser para usos tecnológicos o científicos, o en la vida diaria. Se aprovecha en diversas industrias, como la alimentaria, la automovilística o la farmacéutica.
La calidad de un vacío parcial se refiere a lo mucho que se aproxima a un vacío perfecto. En igualdad de condiciones, una menor presión del gas significa un vacío de mayor calidad. Por ejemplo, una aspiradora típica produce suficiente succión para reducir la presión del aire en un 20% aproximadamente. Pero son posibles los vacíos de mayor calidad. Las cámaras de ultravacío, comunes en química, física e ingeniería, operan por debajo de una billonésima (10-12) de la presión atmosférica (100 nPa), y pueden alcanzar unas 100 partículas/cm3. El espacio exterior es un vacío de calidad aún mayor, con el equivalente a solo unos pocos átomos de hidrógeno por metro cúbico de media en el espacio intergaláctico.
El vacío ha sido un tema frecuente de debate filosófico desde la antigua Grecia, pero no se estudió empíricamente hasta el siglo XVII. Evangelista Torricelli produjo el primer vacío de laboratorio en 1643, y se desarrollaron otras técnicas experimentales como resultado de sus teorías sobre la presión atmosférica. Un vacío torricelliano se crea llenando un recipiente de cristal alto cerrado por un extremo con mercurio, y luego invirtiéndolo en un cuenco para contener el mercurio (véase más abajo).
El vacío se convirtió en una valiosa herramienta industrial en el siglo XX con la introducción de las bombillas incandescentes y los tubos de vacío, y desde entonces existe una amplia gama de tecnologías de vacío. El desarrollo de los  vuelos espaciales tripulados ha suscitado el interés por el impacto del vacío en la salud humana y en las formas de vida en general.

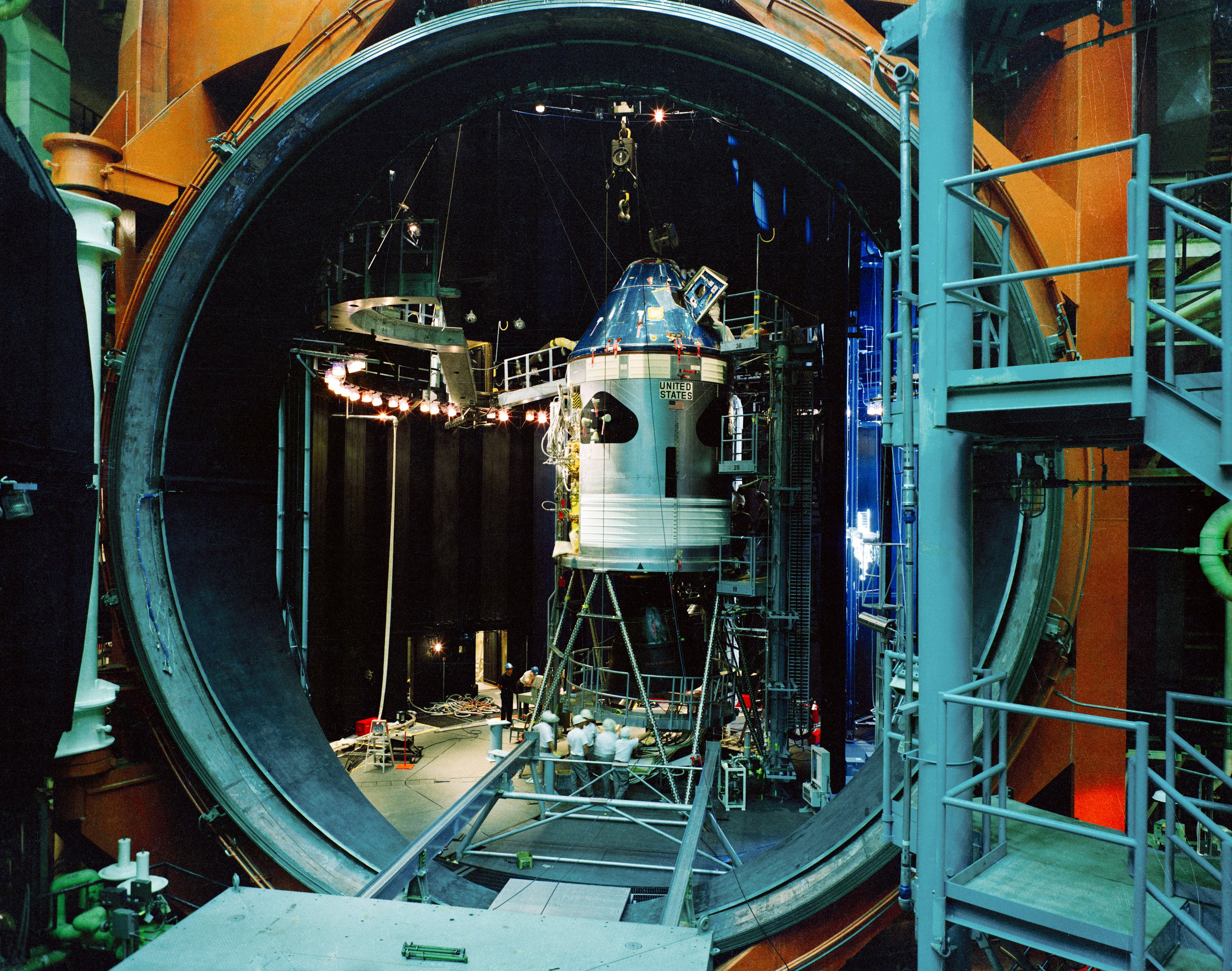
Una gran cámara de vacío

## Definición del vacío
De acuerdo con la definición de la «Sociedad Estadounidense del Vacío» o AVS (1958), el término se refiere a cierto espacio lleno con gases a una presión total menor que la presión atmosférica, por lo que el grado de vacío se incrementa en relación directa con la disminución de presión del gas residual. Esto significa que cuanto más se disminuya la presión, mayor vacío se obtendrá, lo que permite clasificar el grado de vacío en correspondencia con intervalos de presiones cada vez menores. Cada intervalo tiene características propias.

## Etimología
La palabra vacío proviene del latín «un espacio vacío, nulo», uso sustantivo del neutro de vacuus, que significa "vacío", relacionado con vacare, que significa "estar vacío".
Vacuum es una de las pocas palabras del idioma inglés que contiene dos letras consecutivas u.

## Interpretación histórica
Históricamente, se ha discutido mucho sobre si puede existir el vacío. Los antiguos filósofos griegos debatió la existencia del vacío, o de la nada, en el contexto del atomismo, que postulaba el vacío y el átomo como elementos explicativos fundamentales de la física. Siguiendo a Platón, incluso el concepto abstracto de un vacío sin rasgos se enfrentaba a un considerable escepticismo: no podía ser aprehendido por los sentidos, no podía, por sí mismo, proporcionar un poder explicativo adicional más allá del volumen físico con el que era conmensurado y, por definición, no era literalmente nada en absoluto, que no podía decirse que existiera. Aristóteles creía que ningún vacío podía producirse de forma natural, porque el continuo material más denso que lo rodeaba llenaría inmediatamente cualquier rareza incipiente que pudiera dar lugar a un vacío.
En su Física, libro IV, Aristóteles ofreció numerosos argumentos contra el vacío: por ejemplo, que el movimiento a través de un medio que no ofrecía ningún impedimento podía continuar ad infinitum, no habiendo ninguna razón para que algo llegara a descansar en algún lugar en particular. Aunque Lucrecio defendió la existencia del vacío en el siglo I a. C. y Herón de Alejandría intentó sin éxito crear un vacío artificial en el siglo I d. C.
En el mundo musulmán medieval, el físico y erudito islámico, Al-Farabi (Alfarabio, 872-950), realizó un pequeño experimento relativo a la existencia del vacío, en el que investigó los émbolos de mano en el agua. Llegó a la conclusión de que el volumen del aire puede expandirse para llenar el espacio disponible, y sugirió que el concepto de vacío perfecto era incoherente. Según Nader El-Bizri, el físico Ibn al-Haytham (Alhazen, 965-1039) y los Mu'tazili teólogos no estaban de acuerdo con Aristóteles y Al-Farabi, y apoyaban la existencia de un vacío. Utilizando la geometría y las matemáticas,  Ibn al-Haytham demostró que el lugar (al-makan) es el vacío tridimensional imaginado entre las superficies interiores de un cuerpo contenedor. Según Ahmad Dallal, Abū Rayhān al-Bīrūnī también afirma que "no hay evidencia observable que descarte la posibilidad del vacío". La bomba de succión fue descrita por el ingeniero árabe Al-Jazari en el siglo XIII, y posteriormente apareció en Europa a partir del siglo XV.

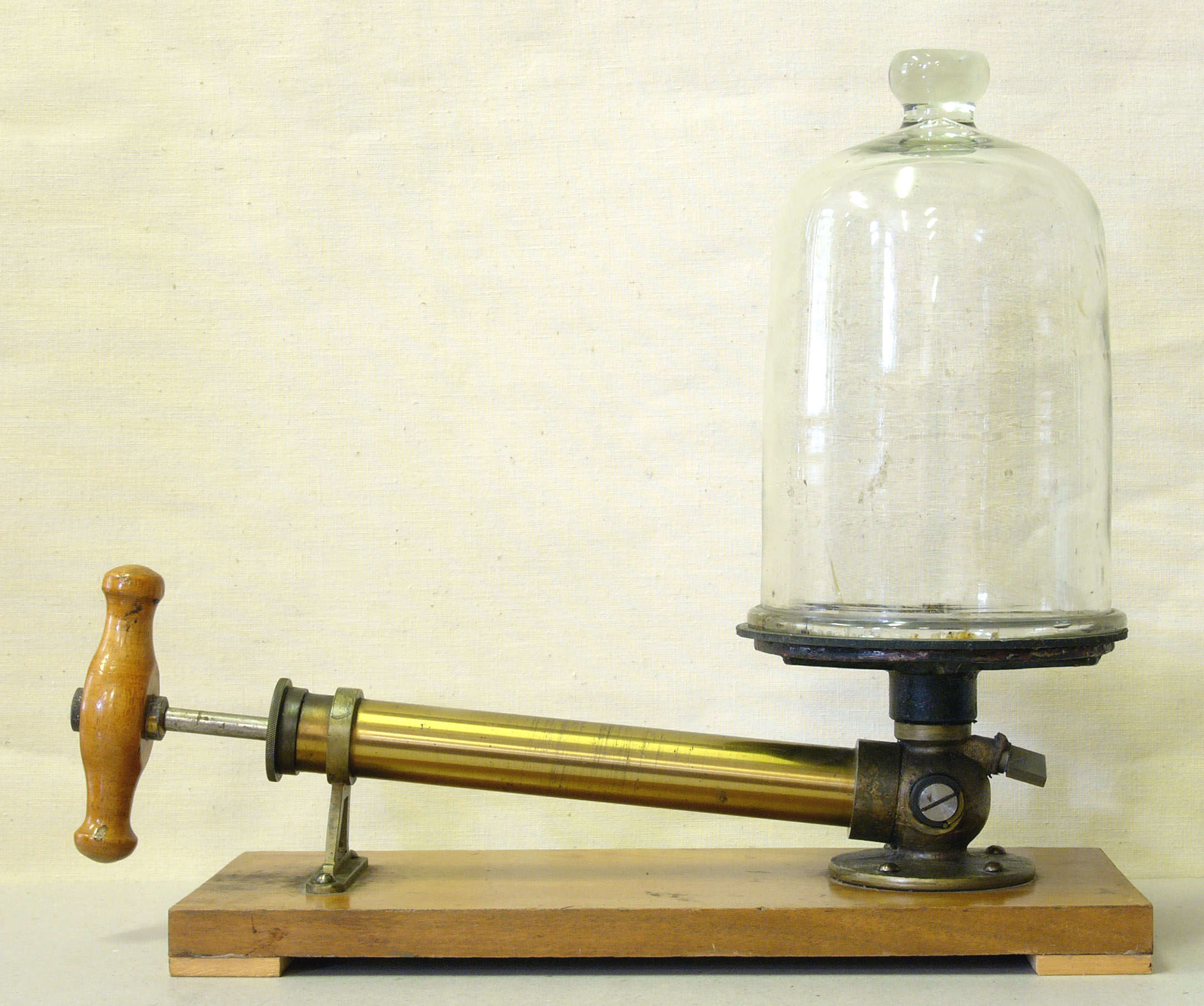
Antigua bomba de vacío

El escolasticismo europeo, como Roger Bacon, Biagio Pelacani y Walter Burley en los siglos XIII y XIV, se centró en cuestiones relativas al concepto de vacío. Siguiendo finalmente a la física estoica en este caso, los estudiosos del siglo XIV en adelante se apartaron cada vez más de la perspectiva aristotélica en favor de un «vacío sobrenatural» más allá de los confines del propio cosmos, una conclusión ampliamente reconocida por el siglo XVII, que ayudó a segregar las preocupaciones naturales y teológicas.
Casi dos mil años después de Platón, René Descartes también propuso una teoría alternativa del atomismo basada en la geometría, sin la problemática dicotomía de vacío y átomo. Aunque Descartes estaba de acuerdo con la posición contemporánea, de que el vacío no se da en la naturaleza, el éxito de su sistema de sistema de coordenadas homónimo y, más implícitamente, el componente espacial-corporal de su metafísica vendrían a definir la noción filosóficamente moderna de espacio vacío como una extensión cuantificada del volumen. Sin embargo, según la definición antigua, la información direccional y la magnitud eran conceptualmente distintas.

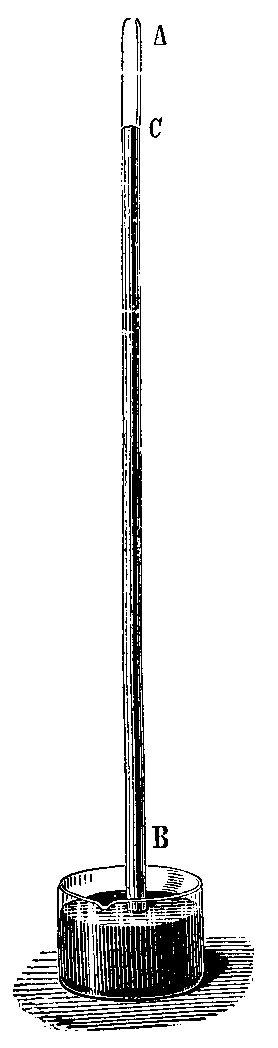
El barómetro de mercurio de Torricelli produjo uno de los primeros vacíos sostenidos en un laboratorio.

Los  experimentos mentales medievales sobre la idea del vacío consideraban si existía un vacío, aunque solo fuera por un instante, entre dos placas planas cuando se separaban rápidamente. Se discutió mucho sobre si el aire se movía con suficiente rapidez al separar las placas o, como postuló Walter Burley, si un "agente celestial" impedía que se produjera el vacío.  La opinión generalizada de que la naturaleza aborrecía el vacío se denominó horror vacui.  Incluso se especulaba con que ni siquiera Dios podía crear un vacío si quería y las condenas de 1277 en París del obispo Etienne Tempier, que exigían que no hubiera restricciones a los poderes de Dios, llevaron a la conclusión de que Dios podía crear un vacío si lo deseaba.
Jean Buridan informó en el siglo XIV que los equipos de diez caballos no podían tirar de los fuelles abiertos cuando el puerto estaba sellado.
.

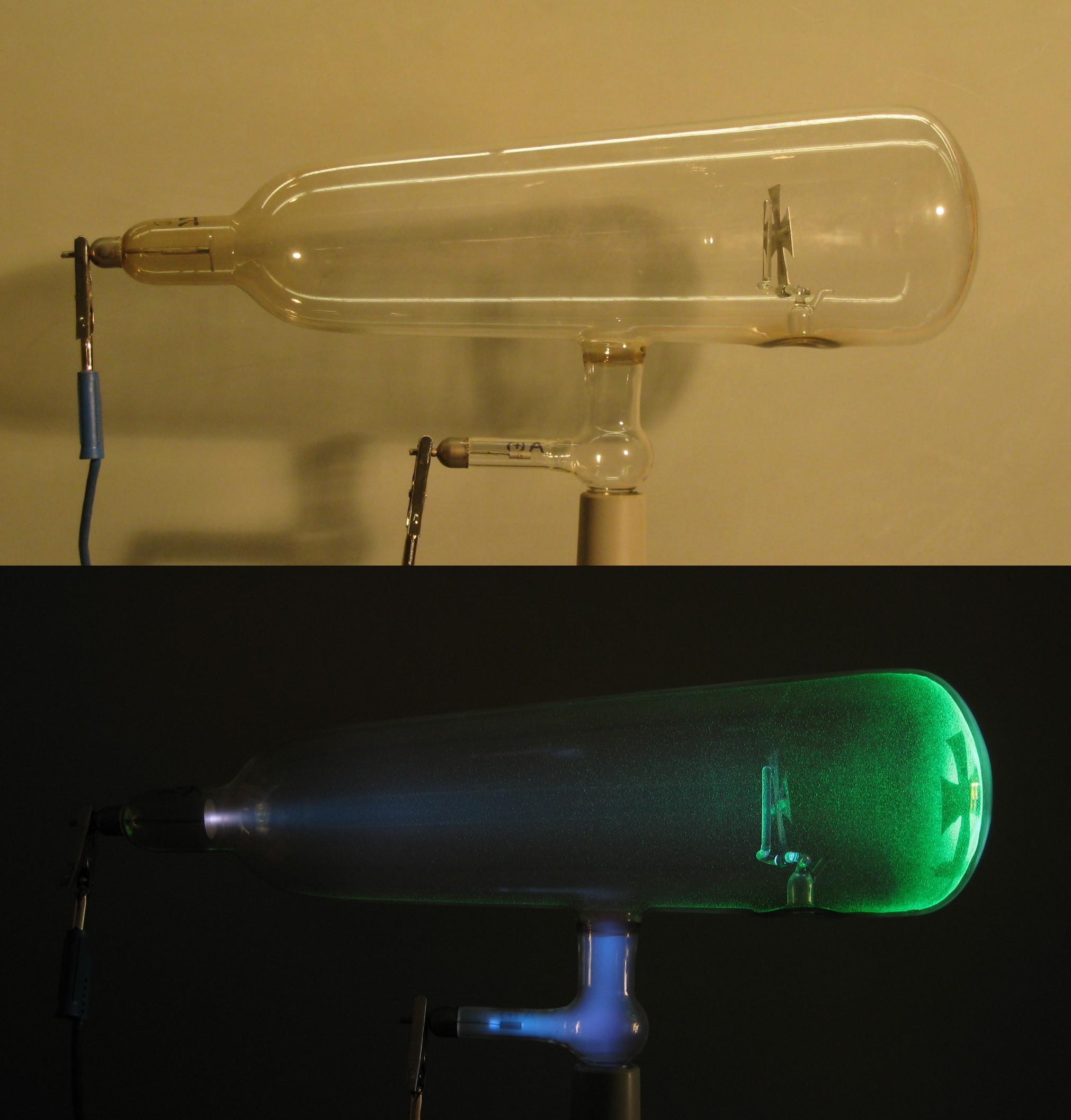
El tubo de Crookes, utilizado para descubrir y estudiar los rayos catódicos, fue una evolución del tubo de Geissler

En el siglo XVII se produjeron los primeros intentos de cuantificar las mediciones del vacío parcial. El mercurio de Evangelista Torricelli barómetro de 1643 y los experimentos de Blaise Pascal demostraron un vacío parcial.
En 1654, Otto von Guericke inventó la primera bomba de vacío y llevó a cabo su famoso experimento de los hemisferios de Magdeburgo, demostrando que, debido a la presión atmosférica fuera de los hemisferios, los equipos de caballos no podían separar dos hemisferios de los que se había evacuado parcialmente el aire. Robert Boyle mejoró el diseño de Guericke y con la ayuda de Robert Hooke siguió desarrollando la tecnología de las bombas de vacío. A partir de entonces, la investigación sobre el vacío parcial decayó hasta que en 1850 August Toepler inventó la Bomba Toepler y en 1855 cuando Heinrich Geissler inventó la bomba de desplazamiento de mercurio, consiguiendo un vacío parcial de unos 10 Pa (0,1 Torr). Una serie de propiedades eléctricas se hacen observables a este nivel de vacío, lo que renovó el interés por seguir investigando.
Mientras que el espacio exterior proporciona el ejemplo más raro de un vacío parcial natural, originalmente se pensó que los cielos estaban llenos de un material rígido e indestructible llamado aether. Tomando prestado algo del pneuma de la física estoica, el éter llegó a ser considerado como el aire enrarecido del que tomó su nombre. Las primeras teorías sobre la luz postulaban un medio terrestre y celeste ubicuo a través del cual se propagaba la luz. Además, el concepto sirvió de base a las explicaciones de Isaac Newton sobre la refracción y el calor radiante. Los experimentos del siglo XIX sobre este  éter luminífero intentaron detectar un diminuto arrastre en la órbita de la Tierra. Aunque la Tierra se mueve, de hecho, a través de un medio relativamente denso en comparación con el del espacio interestelar, el arrastre es tan minúsculo que no pudo ser detectado. En 1912, el astrónomo Henry Pickering comentó: "Aunque el medio absorbente interestelar puede ser simplemente el éter, [es] característico de un gas, y las moléculas gaseosas libres están ciertamente allí".
Más tarde, en 1930, Paul Dirac propuso un modelo del vacío como un mar infinito de partículas que poseen energía negativa, llamado mar de Dirac. Esta teoría ayudó a refinar las predicciones de su anterior ecuación de Dirac, y predijo con éxito la existencia del positrón, confirmada dos años después. El principio de incertidumbre de Werner Heisenberg, formulado en 1927, predijo un límite fundamental dentro del cual se pueden medir la posición y el momento instantáneos, o la energía y el tiempo. Esto tiene consecuencias de gran alcance sobre el "vacío" del espacio entre las partículas. A finales del siglo XX se confirmaron las llamadas partículas virtuales que surgen espontáneamente del espacio vacío.

## Medición del vacío
La presión atmosférica es la que ejerce la atmósfera o aire sobre la Tierra. A temperatura ambiente y presión atmosférica normal, un metro cúbico de aire contiene aproximadamente  2× 1025 moléculas en movimiento a una velocidad promedio de  1600 km/h. Una manera de medir la presión atmosférica es con un barómetro de mercurio; su valor se expresa en términos de la altura de la columna de mercurio de sección transversal unitaria y  760 mm de alto. Con base en esto, se dice que una atmósfera estándar es igual a  760 mmHg. Se utilizara por conveniencia la unidad torricelli (símbolo, Torr) como medida de presión;  1 Torr= 1 mmHg, por lo que  1 atm=  760 Torr; por lo tanto  1 Torr= 1/760 de una atmósfera estándar, o sea  1 Torr= 1,316 × 10–3 atm.

### Medición de bajas presiones
Uno de los métodos más conocidos para medir bajas presiones es el método desarrollado por Pirani.
Consiste en un puente de Wheatstone donde una resistencia del puente se encuentra expuesta al vacío a medir. La resistencia de ese elemento sensor variará según cambie la presión, debido a que a vacíos cerca de presión atmosférica el filamento estará en contacto con más moléculas, generando una baja de temperatura y por consiguiente una baja en su valor resistivo.
A medida que mejora el vacío este filamento ira encontrando menos moléculas para disipar su calor, por consiguiente aumentara su temperatura. Este aumento de temperatura producirá un aumento de su valor resistivo generando un desequilibrio en el puente de Wheatstone. Este desequilibrio se mide con un microamperimetro. Luego solo queda interpolar los microamperes generados por el puente de Wheatstone con los valores de vacío. Estos valores se vuelcan en una tabla con la que se dibuja una escala, donde por ejemplo en los vacuómetros CINDELVAC, se tendrá 0 microamperios cuando el sensor esté en alto vacío y 50 microamperios a presión atmosférica. La tabla de respuesta del puente de Wheatstone CINDELVAC es la siguiente:
| 0 mV       | 2 mV       | 11 mV      | 36 mV  | 45 mV  |
| 0,001 mbar | 0,010 mbar | 0,100 mbar | 1 mbar | 9 mbar |

### Medidas de ionización
Tienen el mismo fundamento que las bombas de ionización, hasta el punto de que estas pueden considerarse como una consecuencia de aquellas. Cuando se trata de medir presiones de vacío muy bajas, se utilizan las variantes propuestas por Bayard-Alpert de aquellos aparatos capaces de suministrar con gran exactitud presiones de hasta  10–12 Torr.
El aire está compuesto por varios gases; los más importantes son el nitrógeno y el oxígeno, pero también contiene en menores concentraciones gases como dióxido de carbono, argón, neón, helio, criptón, xenón, hidrógeno, metano, óxido nitroso y vapor de agua.

## Aplicaciones de lastécnicas de vacío
| Aplicaciones técnicas del vacío           | Aplicaciones técnicas del vacío                  | Aplicaciones técnicas del vacío |
| Situación física                          | Objetivo                                         | Aplicaciones |
| ----------------------------------------- | ------------------------------------------------ | --- |
| Baja presión                              | Se obtiene una diferencia de presión             | Sostenimiento, elevación, transporte (neumático, aspiradores, filtrado), moldeado |
| Baja densidad molecular                   | Eliminar los componentes activos de la atmósfera | Lámparas (incandescentes, fluorescentes, tubos eléctricos), fusión, sinterización, empaquetado, encapsulado, detección de fugas |
| Baja densidad molecular                   | Extracción del gas ocluido o disuelto            | Desecación, deshidratación, concentración, liofilización, desgasificación, impregnación |
| Baja densidad molecular                   | Disminución de la transferencia de energía       | Aislamiento térmico, aislamiento eléctrico, microbalanza de vacío, simulación espacial |
| Gran recorrido libre medio                | Evitar colisiones                                | Tubos electrónicos, rayos catódicos, TV, fotocélulas, fotomultiplicadores, tubos de rayos X, aceleradores de partículas, espectrómetros de masas, separadores de isótopos, microscopios electrónicos, soldadura por haz de electrones, metalización (evaporación, pulverización catódica), destilación molecular |
| Tiempo largo de formación de una monocapa | Superficies limpias                              | Estudio de la fricción, adhesión, corrosión de superficies. Prueba de materiales para experiencias espaciales. |

## Historia

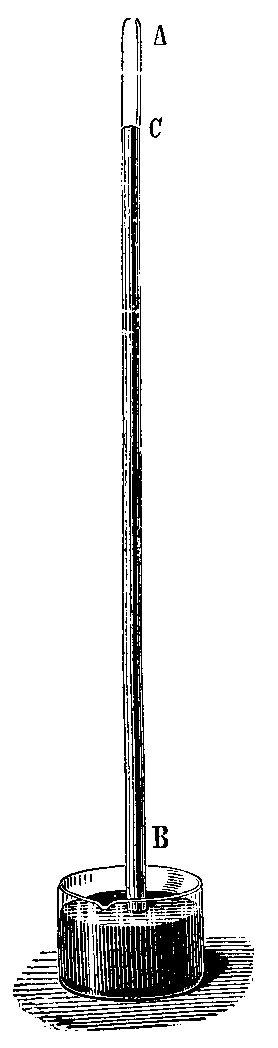
Barómetro de mercurio de Torricelli, que produjo el primer vacío en un laboratorio.

Durante toda la Antigüedad y hasta el Renacimiento se desconocía la existencia de la presión atmosférica. No podían por tanto dar una explicación de los fenómenos debidos al vacío. En Grecia se enfrentaron por ello dos teorías. Para Epicuro y sobre todo para Demócrito (420 a. C.) y su escuela, la materia no era un todo continuo sino que estaba compuesta por pequeñas partículas indivisibles (átomos) que se movían en un espacio vacío y que con su distinto ordenamiento daban lugar a los distintos estados físicos. Por el contrario, Aristóteles excluía la noción de vacío y para justificar los fenómenos que su propia Física no podía explicar recurría al célebre aforismo según el cual «la Naturaleza siente horror al vacío» (teoría que resultó dominante durante la Edad Media y hasta el descubrimiento de la presión).
Este término de horror vacui fue el utilizado incluso por el propio Galileo a comienzos del siglo XVII al no poder explicar ante sus discípulos el hecho de que una columna de agua en un tubo cerrado por su extremo no se desprenda, si el tubo ha sido invertido estando sumergido el extremo libre del mismo dentro de agua. Sin embargo, supo transmitir a sus discípulos la inquietud por explicar el hecho anterior y asociado a él, por qué las bombas aspirantes-impelentes (órgano hidráulico inventado por el alejandrino Ctesibio, contemporáneo de Arquímedes) no podían hacer subir el agua de los pozos a una altura superior a los  10 m.
En 1630 Giovanni Battista Baliani envió una carta a Galileo Galilei donde le notificaba que no lograba que el agua en los sifones subiera más allá de  10 m. Galileo le propuso que la explicación era que el vacío no tenía fuerza suficiente nada más que para levantar esa cantidad de agua. En 1640 el italiano Gasparo Berti tratando de explicar lo que ocurría con los sifones realizó el primer experimento con el vacío. Creó lo que constituye, primordialmente, un barómetro de agua, el cual resultó capaz de producir vacío.
Al analizar el informe experimental de Berti, Evangelista Torricelli captó con claridad el concepto de presión de aire, por lo que diseñó, en 1644, un dispositivo para demostrar los cambios de presión en el aire. Construyó un barómetro que en lugar de agua empleaba mercurio, y de esta manera, sin proponérselo, comprobó la existencia del vacío.
El barómetro de Torricelli constaba de un recipiente y un tubo lleno de mercurio (Hg) cerrado en uno de sus extremos. Al invertir el tubo dentro del recipiente se formaba vacío en la parte superior del tubo. Esto era algo difícil de entender en su época, por lo que se intentó explicarlo diciendo que esa región del tubo contenía vapor de mercurio, argumento poco aceptable ya que el nivel de mercurio en el tubo era independiente del volumen del mismo utilizado en el experimento.
La aceptación del concepto de vacío se dio cuando en 1648, Blaise Pascal subió un barómetro con  4 kg de mercurio a una montaña a  1000 metros sobre el nivel del mar. Sorprendentemente, cuando el barómetro estaba en la cima, el nivel de la columna de Hg en el tubo era mucho menor que al pie de la montaña. Torricelli aseguraba la existencia de la presión de aire y decía que debido a ella el nivel de Hg en el recipiente no descendía, lo cual hacía que el tamaño de la columna de mercurio permaneciera constante dentro del tubo. Así pues, al disminuir la presión del aire en la cima de la montaña, el nivel de Hg en el recipiente subió y en la columna dentro del tubo bajó inmediatamente (se vació de manera parcial).
El paso final que dio Torricelli fue la construcción de un barómetro de mercurio que contenía en la parte vacía del tubo otro barómetro para medir la presión de aire en esa región. Se hicieron muchas mediciones y el resultado fue que no había una columna de mercurio en el tubo del barómetro pequeño porque no se tenía presión de aire. Esto aclaró que no existía vapor de mercurio en la parte vacía del tubo. Así, se puso en evidencia la presión del aire y, lo más importante, la producción y existencia del vacío.
Entonces, después de varios experimentos se puede explicar bien el funcionamiento del barómetro de Torricelli: la atmósfera ejerce una presión, lo cual impide que el mercurio salga del tubo y del recipiente; es decir, cuando la presión atmosférica se iguale a la presión ejercida por la columna de mercurio, el mercurio no podrá salir del tubo. Cuando el aire pesa más, soporta una columna mayor de mercurio; y cuando pesa menos, no es capaz de resistir la misma columna de mercurio, así que se escapa un poco de mercurio del tubo.
| Año  | Autor                            | Descubrimiento o trabajo |
| 1643 | Evangelista Torricelli           | El vacío en la columna de 760 mm de mercurio |
| 1650 | Blaise Pascal                    | Variación de la columna de mercurio con la altura |
| 1654 | Otto von Guericke                | Bombas de vacío de pistón. Hemisferio de Magdeburgo |
| 1662 | Robert Boyle                     | Ley presión-volumen de los gases ideales |
| 1679 | Edme Mariotte                    | Ley presión-volumen de los gases ideales |
| 1775 | Antoine Lavoisier                | El aire formado por una mezcla de O2 y N2 |
| 1783 | Daniel Bernouilli                | Teoría cinética de los gases |
| 1802 | Jacques Charles-J. Gay Lussac    | Ley de Charles y Gay-Lussac, ley volumen-temperatura de los gases ideales                                                                                                 |
| 1803 | William Henry                    | Ley de Henry:a una temperatura constante, la cantidad de gas disuelta en un líquido es directamente proporcional a la presión parcial que ejerce ese gas sobre el líquido |
| 1810 | Medhurst                         | Propone la primera línea neumática de vacío entre oficinas de correos |
| 1811 | Amadeo Avogadro                  | La densidad molecular de los gases es corriente |
| 1850 | Geissler y August Toepler        | Bomba de vacío mediante columna de mercurio |
| 1859 | James Clerk Maxwell              | Leyes de la distribución de velocidades en un gas molecular |
| 1865 | Hermann Sprengel                 | Bomba de Sprengel, una bomba de vacío por caída de mercurio |
| 1874 | Herbert G. McLeod                | Vacuómetro de McLeod, un vacuómetro de compresión de mercurio |
| 1879 | Thomas Alva Edison               | Lámpara de incandescencia con filamento de C |
| 1879 | William Crookes                  | Tubo de rayos catódicos |
| 1881 | Johannes van der Waals           | Ecuación de estado de los gases reales |
| 1893 | James Dewar                      | Aislamiento térmico bajo vacío |
| 1895 | Wilhelm Röntgen                  | Rayos X |
| 1902 | John Ambrose Fleming             | Diodo de vacío |
| 1904 | Arthur Wehnelt                   | Cátodo recubierto por óxido |
| 1905 | Wolfgang Gaede                   | Bomba de vacío rotativa |
| 1906 | Marcello Pirani                  | Vacuómetro de conductividad térmica |
| 1907 | Lee De Forest                    | Triodo de vacío |
| 1909 | William Coolidge                 | Lámpara de filamento de tungsteno |
| 1909 | Martin Knudsen                   | El flujo molecular de los gases |
| 1913 | Wolfgang Gaede                   | Bomba de vacío molecular |
| 1915 | William Coolidge                 | Tubo de rayos X |
| 1915 | Wolfgang Gaede                   | Bomba difusora de mercurio |
| 1915 | Irving Langmuir                  | Lámpara incandescente llena de gas inerte |
| 1916 | Irving Langmuir                  | Bomba difusora de condensación de mercurio |
| 1916 | Oliver Ellsworth Buckley         | Galga de ionización de cátodo caliente |
| 1923 | F. Holweck                       | Bomba molecular |
| 1935 | W. Gaede                         | Válvula de lastre de gas (gas-ballast) en las bombas rotativas |
| 1936 | Kenneth Hickman                  | Bomba difusora de aceite |
| 1937 | F. M. Penning                    | Vacuómetro de ionización de cátodo frío |
| 1950 | Robert T. Bayard y Daniel Alpert | Galga de ionización para ultra alto vacío |
| 1953 | H. J. Schwarz, R. G. Herb        | Bombas iónicas |

## Aplicaciones del vacío
En muchas ocasiones, en los laboratorios modernos, se dan situaciones en las que un contenedor lleno de un gas debe ser vaciado. La evacuación debe ser el primer paso para crear un nuevo ambiente gaseoso. Durante el proceso de destilación, se debe de remover de manera continua el gas a medida que se desarrolla el proceso. Algunas veces es necesario evacuar el contenedor para prevenir que el aire contamine alguna superficie limpia o que interfiera con alguna reacción química. Haces de partículas atómicas deben ser tratadas al vacío para prevenir la pérdida de momentum a través de las colisiones con las moléculas de aire. Muchas formas de radiación son absorbidas por el aire y por lo tanto solamente pueden ser propagadas sobre largas distancias en el vacío. Un sistema de vacío es una parte esencial para los instrumentos de laboratorio, tales como el espectómetro de masa y los microscopios electrónicos. Sistemas de vacío simples son utilizados para la deshidratación al vacío y la congelación al vacío. Aceleradores de partículas nucleares y dispositivos termonucleares requieren de sistemas de vacío muy sofisticados y de enormes proporciones. En procesos industriales modernos, dentro de los más notables la fabricación de semiconductores, se requieren de ambientes cuidadosamente controlados al vacío.

## Sistemas de vacío
La presión y composición de los gases residuales en un sistema de vacío varía considerablemente con su diseño e historia. Para algunas aplicaciones una densidad de gas residual de decenas de miles de millones de moléculas por centímetro cúbico es tolerable. En otros casos, no más de unos cientos de miles de moléculas por centímetro cúbico constituyen un vacío aceptable.
Para presiones por debajo de la atmosférica se suele categorizar el vacío de la siguiente forma:
| Rango de Vacío            | Presión en hPa (mbar) | Presión en mmHg (Torr)   | Moléculas / cm³ | Moléculas / m³ | Camino libre medio |
| ------------------------- | --------------------- | ------------------------ | --------------- | -------------- | ------------------ |
| Presión ambiental         | 1013                  | 759.8                    | 2.7 × 1019      | 2.7 × 1025     | 68 nm              |
| Bajo Vacío                | 300 – 1               | 225 – 7.501×10−1         | 1019 – 1016     | 1025 – 1022    | 0.1 – 100 μm       |
| Medio Vacío               | 1 – 10−3              | 7.501×10−1 – 7.501×10−4  | 1016 – 1013     | 1022 – 1019    | 0.1 – 100 mm       |
| Alto Vacío                | 10−3 – 10−7           | 7.501×10−4 – 7.501×10−8  | 1013 – 109      | 1019 – 1015    | 10 cm – 1 km       |
| Ultra Alto Vacío          | 10−7 – 10−12          | 7.501×10−8 – 7.501×10−13 | 109 – 104       | 1015 – 1010    | 1 km – 105 km      |
| Vacío Extremadamente Alto | <10−12                | <7.501×10−13             | <104            | <1010          | >105 km            |

La composición del gas en un sistema de vacío se modifica a la vez que el sistema evacua debido a que la eficiencia de las bombas de vacío es diferente para diferentes gases. A bajas presiones las moléculas de las paredes del contenedor comienzan ser des absorbidas y se conforma el gas residual. Inicialmente, el grueso del gas que deja las paredes es vapor de agua y dióxido de carbono; a muy bajas presiones, en contenedores que han sido horneados, se tiene hidrógeno.